# Neocalyptrocalyx eichleriana
Neocalyptrocalyx eichleriana är en kaprisväxtart som först beskrevs av Ignatz Urban, och fick sitt nu gällande namn av Hugh Hellmut Iltis och Cornejo. Neocalyptrocalyx eichleriana ingår i släktet Neocalyptrocalyx och familjen kaprisväxter. Inga underarter finns listade i Catalogue of Life.